# Институт экономики и организации промышленного производства СО РАН
Институт экономики и организации промышленного производства Сибирского отделения Российской академии наук (ИЭОПП СО РАН) — научно-исследовательское учреждение в Новосибирске. Основан в 1958 году.

## История
Институт организован постановлением Академии наук СССР от 7 июня 1957 г. № 448 как Институт экономики и статистики Сибирского отделения Академии наук СССР, который постановлением Президиума Академии наук СССР от 9 мая 1958 г. № 278 переименован в Институт экономики и организации промышленного производства Сибирского отделения Академии наук СССР. Директором-организатором Института выступил академик В. С. Немчинов, но поскольку по состоянию здоровья он не смог возглавить Институт, в 1958 году директором был назначен чл.-корр. АН СССР Г. А. Пруденский.
В дальнейшем руководителями Института были академики А. Г. Аганбегян (1966—1984), А. Г. Гранберг (1985—1991) и В. В. Кулешов (1992—2016). С 2017 года Институт возглавляет академик В. А. Крюков.

## Направления исследований
- Разработка общей экономической теории с использованием математических методов и системной статистики; исследование динамики производства и структурных сдвигов в экономике России.
- Исследование закономерностей и факторов экономического развития России, институциональной и социальной динамики современного общества.
- Государственная региональная политика; территориальное управление и комплексное развитие Сибири; моделирование пространственной структуры развития экономики.

## Отделы и лаборатории
В составе Института 8 отделов (в том числе 1 в г. Красноярске), 15 секторов, 6 лабораторий (из них 4 — в городах Томске, Омске, Кемерово, Барнауле). В Институте 308 сотрудника, в том числе 1 академик, 3 член-корреспондента РАН, 34 доктора наук, 93 кандидата наук.
Институтом осуществляется многогранная интеграция научной и учебной деятельности. Главным в этом направлении является сотрудничество с экономическим факультетом НГУ: преподавательская деятельность, разработка и обновление программ учебных дисциплин, подготовка учебников и учебных пособий, руководство кафедрами, руководство подготовкой выпускных квалификационных работ и магистерских диссертаций, участие в реализации программы подготовки управленческих кадров для организаций народного хозяйства РФ («Президентская программа») и др.
На базе института действуют аспирантура и докторантура. Обучение ведется по 6 специальностям, успешно работают 3 докторских диссертационных совета. Около 15 лет при Институте и НГУ действовал специальный факультет по переподготовке руководящих кадров РФ. Его развитием стало отделение дополнительного специального образования ЭФ НГУ.
Институт является соучредителем журналов «ЭКО» и «Регион: экономика и социология».